# Szarża Picketta

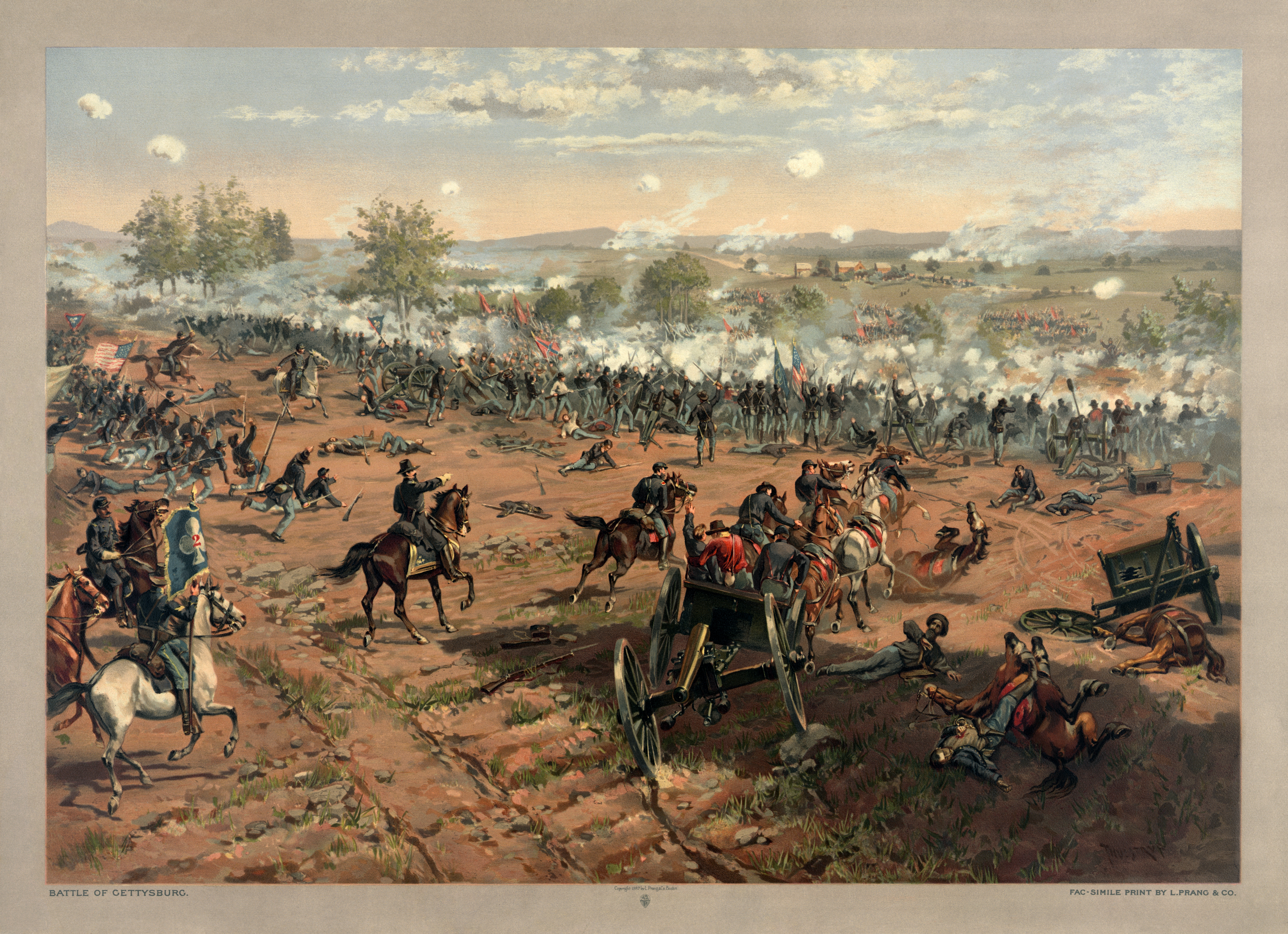
Szarża Picketta w jej decydującym momencie, widziana zza linii obronnej unionistów. Litografia obrazu Thure de Thulstrupa

Szarża Picketta − określenie odnoszące się do nakazanego przez generała Roberta E. Lee szturmu Armii Konfederacji (CSA) na pozycje obronne Armii Unii − dowodzonej przez gen-maj. George’a Meade’a − 3 lipca 1863 roku, ostatniego dnia bitwy pod Gettysburgiem podczas amerykańskiej wojny secesyjnej. Bezskuteczność tego uderzenia przewidział jego dowódca, gen-por. James Longstreet, a wielu historyków amerykańskich jest zdania, że był to błąd, po którym CSA nie miała się już otrząsnąć.
Szarża Picketta zawdzięcza swą nazwę gen-maj. George’owi Pickettowi, jednemu z trzech konfederackich generałów, którzy dowodzili natarciem w polu. Natarcie piechoty zostało poprzedzone nawałą artyleryjską, która miała zmiękczyć linie obronne unionistów i uciszyć ich artylerię, ale nie spełniła swego zadania. Około 12 500 ludzi w dziewięciu brygadach musiało pokonać 1200 metrów otwartego pola, stając się łatwym celem gwałtownego artyleryjskiego i karabinowego ognia unionistów. Zostali odparci, ponosząc ponad 50-procentowe straty. Była to decydująca porażka kończąca trzydniową bitwę pod Gettysburgiem i kampanię generała Roberta Lee w Pensylwanii.

## Plany i struktura dowodzenia

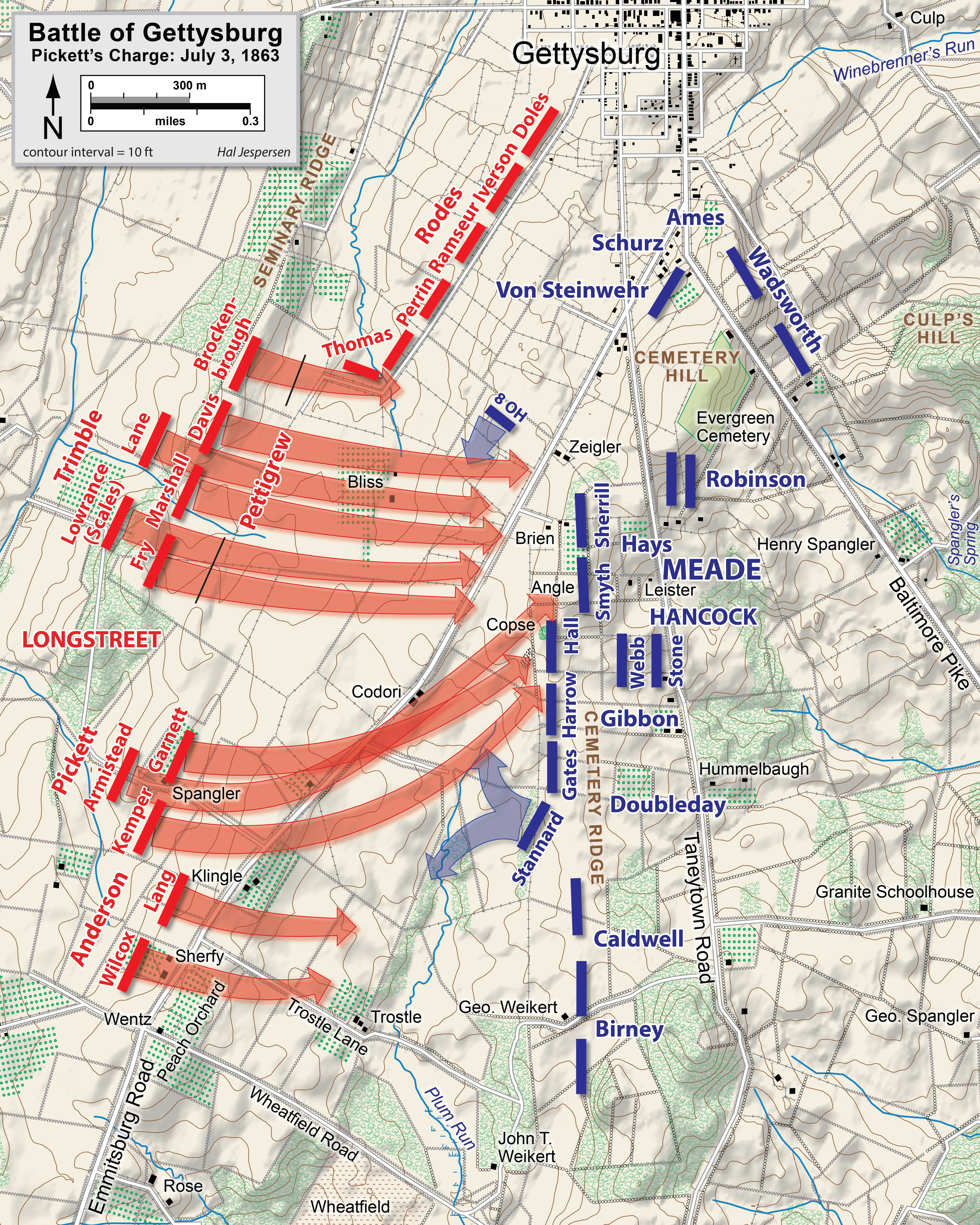
Gettysburg: sytuacja z 3 lipca 1863 podczas szarży Picketta

Gdy konfederackie ataki na oba skrzydła unionistów załamały się pierwszego i drugiego dnia bitwy, Lee postanowił uderzyć trzeciego dnia frontalnie na centrum przeciwnika. Podczas narady sztabowej generalicji unionistów w nocy z 2 na 3 lipca gen. Meade przewidział taki właśnie manewr konfederackiego dowódcy. „jeśli Lee zaatakuje jutro, to nastąpi to na waszym froncie” − powiedział dowódcom środkowego odcinka obrony.
Do udziału w natarciu wytypowane zostały trzy dywizje, dowodzone przez gen-maj. George’a Picketta, gen-bryg. Johnstona Pettigrew'a i gen-maj. Isaaca Trimble'a, ze składu I Korpusu gen-por. Jamesa Longstreeta i III Korpusu gen-por. A.P. Hilla. W dywizji Pettigrew brygadami dowodzili: płk Birkett Fry, płk James K. Marshall, gen-bryg. Joseph Davis i płk John Brockenbrough. Trimble miał pod swymi rozkazami brygady dowodzone przez płk. Williama Lowrance'a i Jamesa Lane’a. Dwie brygady z dywizji gen-maj. Richarda H. Andersona miały wesprzeć atak na prawym skrzydle. Dowodzili nimi gen-bryg. Cadmus Wilcox i płk David Lang.
Celem konfederackiego natarcia były pozycje II Korpusu Armii Potomaku dowodzonego przez gen-maj. Winfielda Hancocka. W centrum pozycji stała dywizja gen-bryg. Johna Gibbona, składająca się z brygad gen-bryg. Williama Harrowa, płk. Normana Halla i gen-bryg. Alexandra Webba (w czasie narady sztabowej w nocy 2 lipca generał Meade powiedział Gibbonowi, że przewiduje iż Lee rano zaatakuje właśnie jego odcinek). Na północ od tego odcinka stały w linii brygady z dywizji gen-bryg. Alexandra Haysa, a na południe dywizja gen-maj. Abnera Doubledaya z I Korpusu armii w składzie brygad gen-bryg. George’a Stannarda i płk. Chapmana Biddle'a. Kwatera generała Meade’a znajdowała się tuż za liniami II Korpusu, w małym domku wdowy Lydii Leister.
Właściwy cel uderzenia stał się obiektem historycznego sporu. Tradycyjnie był nim „Zagajnik” (ang. Copse of trees) u stóp pasma wzniesień zwanych Grzbietem Cmentarnym, jako widoczny dla atakujących obiekt. Film Gettysburg z roku 1993 spopularyzował tę wersję, wywodzącą się z pracy historyka Johna Bacheldera z lat osiemdziesiątych XIX wieku. Jednak współcześni badacze wskazują, że celem Lee był raczej „Lasek Zieglera” (ang. Ziegler's Grove) na Wzgórzu Cmentarnym, bardziej wyróżniająca się i lepiej widoczna grupa drzew, znajdująca się mniej więcej 275 m na północ od „Zagajnika”. Zwolennicy tej teorii sugerują, że generalny plan ataku przewidziany na drugi dzień bitwy (zdobycie Wzgórza Cmentarnego) nie uległ zmianie trzeciego dnia i że nadal chodziło o zdobycie wzgórza i opanowanie przebiegających u jego podnóża dróg. „Zagajnik”, dziś widoczny z daleka, w roku 1863 miał nie więcej jak 3 m wysokości, był więc widoczny tylko dla pewnej części idących do ataku tyralier konfederatów.
Od samego początku wszystko obróciło się przeciw konfederatom. Dywizja Picketta nie brała jeszcze udziału w walkach, była więc nieostrzelana, a generał A.P. Hill zapadł na zdrowiu i nie mógł wziąć udziału w decydowaniu, które z jego oddziałów wezmą udział w szarży. 1 i 2 lipca część korpusu Hilla miała tylko nieznaczny kontakt z nieprzyjacielem, część nie walczyła wcale, ale do szarży skierowano te siły, które poprzedniego dnia brały udział w ciężkich bojach, wykrwawiły się i były w znacznej mierze zdemoralizowane.
Chociaż zwykle mówi się o szarży Picketta, główne dowództwo sprawował James Longstreet, a Pickett był tylko jednym z jego dowódców dywizji. Lee powiedział Longstreetowi, że świeża dywizja Picketta winna iść na czele grupy uderzeniowej, a więc nazwa jest właściwa, jednak część dzisiejszych historyków woli używać określenia szarża Picketta-Pettigrew-Trimble'a, lub − rzadziej − atak Longstreeta, by bezstronnie uhonorować (lub oskarżyć) wykonawców. Ludzie Picketta pochodzili prawie wyłącznie z Wirginii, zaś pozostałe dywizje składały się z żołnierzy reprezentujących stany Karolina Północna, Missisipi, Alabama i Tennessee. Siły wsparcia, dowodzone przez Wilcoxa i Langa, wywodziły się z Alabamy i Florydy.
Lee planował, w połączeniu z natarciem piechoty, akcję kawalerii na tyłach unionistów. Gen-maj. Jeb Stuart miał poprowadzić swą dywizję na wschód, zaatakować tyły przeciwnika i poprzerywać jego linie łączności, po czym wycofać się wzdłuż drogi do Baltimore. Nic z tego nie wyszło, bowiem choć Lee spodziewał się uderzenia wcześnie rano, organizacja sił uderzeniowych piechoty zajęła całe przedpołudnie. Ani Lee, ani Longstreet nie wydali Pickettowi rozkazu rozpoczęcia ataku o świcie. Historyk Jeffrey D. Wert obwinia o to Longstreeta, używając określenia „nieporozumienie” lub „pomyłka”. Część autorów, krytycznie oceniających zachowanie Longstreeta pod Gettysburgiem, nie waha się oskarżać go o torpedowanie planów Lee.
Tymczasem, na dalekim prawym skrzydle unionistów, trwała siedmiogodzinna bitwa o przejęcie kontroli nad „Wzgórzem Culpa” (ang. Culp's Hill). Lee chciał zsynchronizować działania na polu bitwy tak, by nie dać możności Meade’emu skoncentrować jego przeważających sił, ale uderzenia nie były właściwie skoordynowane i natarcie gen-maj. Edwarda Johnsona zostało odparte nim Longstreet rozpoczął zmasowany ostrzał artyleryjski centrum przeciwnika.

## Kanonada

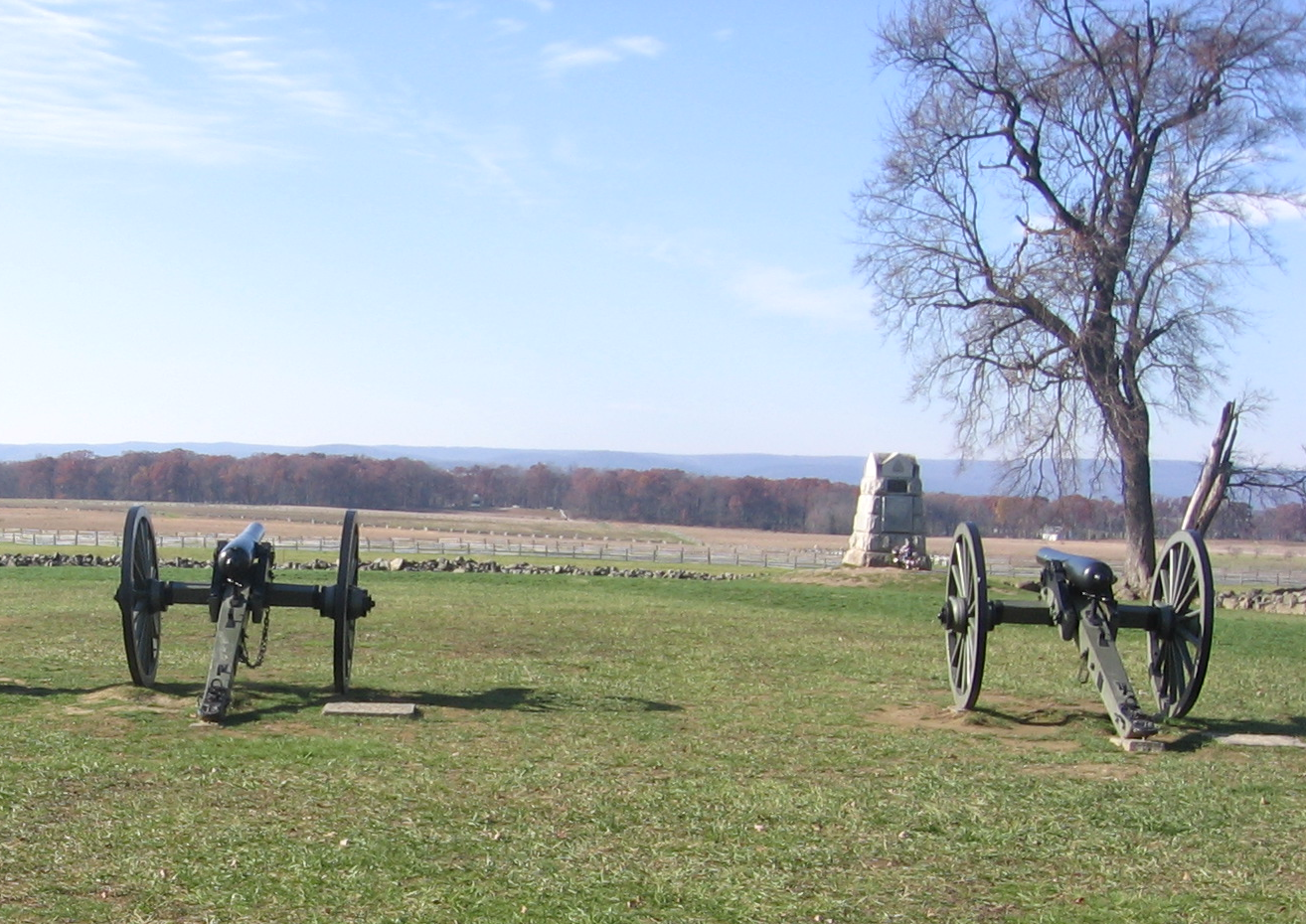
Działa na pozycjach obronnych Hancocka

Natarcie piechoty zostało poprzedzone nawałą artyleryjską, która − według generała Lee − miała zniszczyć baterie unionistów i zdemoralizować federalną piechotę. Tymczasem, na skutek kiepskiego dowodzenia i problemów z wyposażeniem, nawała skończyła się porażką. Szefem artylerii Longstreeta był młody płk Edward Alexander i to jemu właśnie zlecono dowodzenie całością artylerii armii (gen-maj. William Pendleton odegrał niewielką rolę, więcej przeszkadzając niż pomagając w rozstawianiu baterii pozostałych dwóch korpusów). Mimo wysiłków Alexandra koncentracja ognia konfederackiej artylerii okazała się niewystarczająca.
Bombardowanie w dniu 3 lipca było prawdopodobnie największą kanonadą tej wojny, podczas której setki dział z obu stron ostrzeliwały pozycje przeciwnika przez jedną do dwóch godzin począwszy od godz. 13. Konfederaci mieli 150–170 dział, które rozstawiono na linii długości ponad 3 km − poczynając od „Sadu Brzoskwiniowego” (ang. Peach Orchard) na południu − mniej więcej równolegle do Emmitsburg Road. Konfederacki gen-bryg. Evander Law pisał: „Kanonada w centrum… była jedną z najwspanialszych scen bitewnych wojny. Patrząc wzdłuż doliny w stronę Gettysburga [widziało się] wzgórza po obu stronach tonące w dymie i ogniu, gdy 300 dział wypluwało swój żelazny grad na przeciwnika”.
Mimo groźnego widoku ogień był w większości nieskuteczny. Konfederackie pociski często zawodziły, bowiem ich detonatory działały z opóźnieniem, a dym spowijający pole bitwy nie pozwalał tego kanonierom dostrzec. Dowódca artylerii federalnej gen-bryg. Henry Hunt dysponował jedynie 80 działami mogącymi zwalczać baterie przeciwnika (ukształtowanie terenu i zadrzewienie linii unionistów ograniczało liczbę miejsc, gdzie można było armaty rozstawić). Hunt ponadto kazał zaprzestać ognia celem oszczędzania amunicji, ale − by wywieść w pole Alexandra − robił to stopniowo by stworzyć wrażenie, że jego działa milkną niszczone jedno po drugim. Gdy zamilkły wszystkie działa Hunta Alexander − wciąż oślepiony przez dym − dał się zwieść podstępowi Hunta i uznał, że większość baterii unionistów została zniszczona. Hunt musiał wysłuchać ostrej reprymendy Hancocka, który domagał się otwarcia ognia dla podniesienia na duchu piechurów, przygniecionych do ziemi nawałą Alexandra. Nawet Meade odczuł bombardowanie − dom pani Leister został kilkakrotnie trafiony pociskami, które przeniosły i generał ze swym sztabem musiał się ewakuować na tyły.
Dzień był gorący (31 °C) i wilgotny, więc żołnierze konfederaccy cierpieli zarówno od gorąca jak i ognia artylerii unionistów, która raziła oczekujących na rozkaz ataku żołnierzy. Pociski kanonierów Unii − gdy przeniosły − rozrywały się najczęściej nad masami piechoty w lasach na stokach „Grzbietu Seminaryjnego” (ang. Seminary Ridge) lub w płytkim zagłębieniu terenu tuż za działami Alexandra, zadając znaczne straty piechocie nim jeszcze atak został rozpoczęty.
Longstreet od początku był przeciwny temu natarciu, lansując własny plan, który miałby polegać na manewrze oskrzydlającym lewą flankę unionistów. Miał jakoby powiedzieć Lee:

Generale, byłem żołnierzem przez całe moje życie. Towarzyszyłem ludziom walczącym w pojedynkę, w drużynach, w kompaniach, regimentach, dywizjach i armiach i chyba wiem, co żołnierz może. Według mnie nawet piętnaście tysięcy żołnierzy nie będzie w stanie zdobyć tej pozycji.

Longstreet szukał sposobu uniknięcia wydania rozkazu rozpoczęcia szarży, zrzucając odpowiedzialność na Alexandra, ale ostatecznie wydał taki rozkaz, choć nie werbalnie: gdy Alexander poinformował Picketta, że kończy mu się amunicja („Idź szybko, bo może mi nie starczyć pocisków”) Longstreet pokiwał potakująco głową. Dla Picketta było to równoznaczne ze stwierdzeniem, że artyleria nie ma amunicji, by wesprzeć jego atak, ale że on musi ten atak poprowadzić.

## Atak piechoty

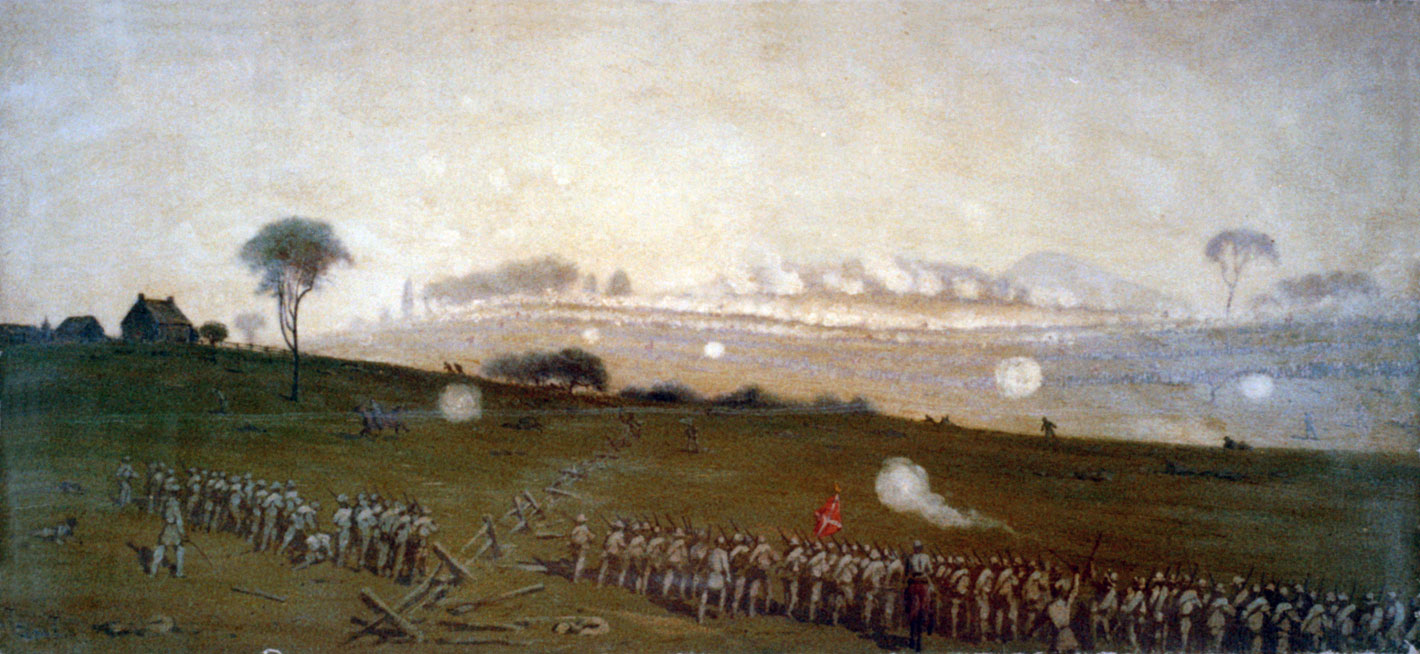
Piechurzy Picketta ruszają do ataku; mal. Edwin Forbes

Wszystkie siły uderzeniowe ruszyły w kierunku linii unionistów około godz. 14. Składały się z około 12 500 ludzi. Mimo że atak jest zazwyczaj określany mianem „szarży”, żołnierze maszerowali przez większość dystansu równym krokiem, przyspieszając, a w końcu rzucając się biegiem kilkaset metrów przed liniami obronnymi przeciwnika. Wszystkie dziewięć brygad − Pettigrew i Trimble'a na lewym i Picketta na prawym skrzydle − rozciągały się na przestrzeni około 1600 metrów. Po przebyciu około trzech czwartych pola konfederaci zostali przywitani ciężkim ostrzałem artyleryjskim milczących dotąd baterii unionistów, co spowodowało ogromne straty. Teren pomiędzy Grzbietem Seminaryjnym i Cmentarnym jest lekko sfałdowany, co powodowało, że atakujący od czasu do czasu przestawali być dla unijnych kanonierów widoczni. Gdy trzy konfederackie dywizje zaczęły się zbliżać, żołnierze Unii jęli skandować „Fredericksburg! Fredericksburg! Fredericksburg!” w odniesieniu do tragicznego w skutkach ataku unionistów pod Fredericksburgiem w 1862 roku. Ogień armat ppłk. Freemana McGilvery’ego ukrytych na północ od „Małego Okrągłego Szczytu” (ang. Little Round Top) rujnował prawe skrzydło konfederatów, podczas gdy artyleria rozstawiona na „Wzgórzu Cmentarnym” rozstrzeliwała lewe. Gdy konfederaci znaleźli się 350 m od linii obronnej unionistów pociski odłamkowe i pełne kule armatnie zastąpiły kartacze i ogień karabinowy. Ponad półtorakilometrowy front ataku skurczył się do około 800 metrów, bowiem żołnierze musieli wypełniać coraz większe luki w tyralierze, a ponadto pojawiło się ich naturalne dążenie do ucieczki przed dewastującym ostrzałem ze skrzydeł.
Na lewym skrzydle brygada Brockenbrougha została zdziesiątkowana przez ogień artylerii ze „Wzgórza Cmentarnego” oraz przez niespodziewany salwowy ostrzał karabinowy w wykonaniu 8 Regimentu Piechoty z Ohio. Ogień 160 rozstawionych w jednej linii unionistów tak zaskoczył Wirgińczyków Brockenbrougha (już przetrzebionych przez artylerię), że w panice rzucili się do ucieczki ku „Grzbietowi Seminaryjnemu”, łamiąc szeregi dywizji Trimble'a i pociągając wielu jego żołnierzy za sobą. Zwycięscy żołnierze z Ohio poszli za ciosem, atakując z powodzeniem brygadę Davisa, która obecnie stanowiła skrajne lewe skrzydło dywizji Pettigrew. Ci co przeżyli stali się celem coraz gęstszego ognia z „Wzgóra Cmentarnego”:

Okrywała ich [żołnierzy Davisa] gęsta chmura dymu i pyłu, z której wylatywały w górę ramiona, głowy, broń i tornistry... Dochodziły stamtąd jęki, które było słychać mimo wszech ogarniającego zgiełku.

Ponad 1600 pocisków spadło na dywizję Pettigrew podczas ataku. Żołnierze Pettigrew nie doszli dalej, niż do drewnianego płotu wzdłuż drogi do Emmitsburga. W tym mniej więcej czasie pierwsze linie atakujących znalazły się wystarczająco blisko, by można było do nich otworzyć ogień kartaczowy, a dywizja Alexandra Haysa rozpoczęła niezwykle skuteczny ostrzał zza kamiennego muru, odległego około 250 m od nacierających. Strzelcy rozstawieni byli w czterech liniach; każdy oddawał strzał, po czym odchodził do tyłu celem przeładowania broni.
Składająca się z dwóch brygad dywizja Trimble'a postępowała za dywizją Pettigrew, ale nie zdziałała wiele. Sprzeczne rozkazy Trimble'a spowodowały, że Lane posłał naprzód tylko część swych regimentów. Ponowny ogień 8 Regimentu z Ohio i masakrujący ostrzał dywizji Haysa spowodowały, że większość tych ludzi nie zdołała przekroczyć Emmitsburg Road. Północnokarolińska brygada Scalesa, prowadzona przez płk. Williama Lowrance'a, szła do ataku będąc pod wrażeniem boju w dniu 1 lipca, kiedy to straciła dwie trzecie ludzi. Ją również odparto, a Lowrance został ranny. Unioniści też ponosili straty, ale podtrzymywał ich na duchu Hays jeżdżąc konno tam i z powrotem tuż za plecami strzelców (dwa konie pod nim ubito) i krzycząc „Hura! Robimy im piekło chłopcy!”. Historyk Stephen W. Sears określa postępowanie Haysa „budzącym natchnienie”.
Na prawym skrzydle Wirginijczycy Picketta przekroczyli drogę do Emmitsburga i − znając cel ataku − skręcili na północny wschód. Maszerowali w dwóch liniach: prowadziły brygady generałów-brygadierów Jamesa Kempera po prawej i Richarda Garnetta po lewej, a tuż za nimi podążała brygada Lewisa Armisteada. Gdy dywizja skręciła w lewo, ustawiła się bokiem do nieprzyjaciela, co natychmiast wykorzystały armaty McGilvery’ego i strzelcy dywizji Doubledaya na Grzbiecie Cmentarnym. Brygada Stannarda ruszyła na północ i zmasakrowała ogniem od tyłu brygadę Kempera. W tym samym czasie generał Hancock, który zdobył poklask swych ludzi jeżdżąc konno podczas konfederackiego bombardowania, został ranny od kuli, która przebiła łęk siodła, a następnie jego podudzie, wprowadzając do rany odłamki drewna i duży zakrzywiony gwóźdź, jednak odmówił ewakuacji na tyły do czasu rozstrzygnięcia bitwy.

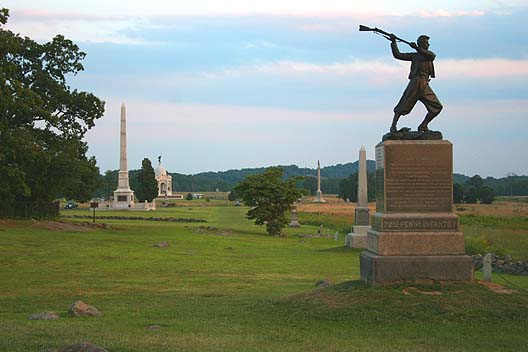
Grzbiet Cmentarny, widok ku południowi; na pierwszym planie pomnik 72 Regimentu Żuawów z Pensylwanii (z lewej „Zagajnik”)

Ludzie Picketta, maszerujący prawie równolegle do linii obronnej unionistów, trafili pod ogień brygad Stannarda, Harrowa i Halla, nim dotarli do miejsca, gdzie niski kamienny murek skręcał dwukrotnie (najpierw w prawo, potem w lewo) pod kątem 90° tworząc 70-metrowe załamanie, które później nazwano po prostu „Kątem”. Odcinka tego broniła pensylwańska brygada gen-bryg. Alexandra Webba. Webb ustawił ostatnie dwa działa Baterii A poważnie rannego por. Alonzo Cushinga z 4 Regimentu Artylerii w pierwszej linii, wraz z żołnierzami 69 i 71 Regimentów z Pensylwanii, którzy mieli bronić murku i dział. Jednak dwie armaty i 940 ludzi nie stanowiło takiej siły ogniowej jak, stojąca na prawo, dywizja Haysa.
Gdy atakujący konfederaci zaczęli zbliżać się do „Kąta” na północ od „Zagajnika” w linii unionistów powstały dwie luki: dowódca 71 Regimentu kazał ludziom wycofać się; ludzie z 59 Nowojorskiego Regimentu (na południe od „Zagajnika”) z niewyjaśnionych powodów również podali tyły. W tym ostatnim przypadku piechota zostawiła kpt. Andrew Cowana i jego 1 Baterię Artylerii z Nowego Jorku w sytuacji bez wyjścia. Mając u swego boku szefa unijnej artylerii gen. Henry’ego Hunta, Cowan kazał załadować pięć dział podwójnymi ładunkami kartaczowymi i jednocześnie wystrzelić. Cała konfederacka formacja idąca na jego pozycje zniknęła. Luka powstała po wycofaniu się większości 71 Regimentu była jednak groźniejsza, bowiem na miejscu została ledwie garść z tego, 268 ludzi z 69 Regimentu i dwa działa Cushinga; oni to mieli przyjąć na siebie uderzenie 2500 do 3000 ludzi brygad Garnetta i Armisteada, które właśnie zaczęły forsować murek. Irlandczycy z 69 Regimentu walczyli zażarcie na bagnety, kolby i pięści, ale musieli ustąpić. Na szczęście Webb, wstrząśnięty ucieczką 71 Regimentu, wezwał na odsiecz 72 Regiment Żuawów, którzy ustabilizowali sytuację. W czasie tych zmagań zginął wcześniej ranny Cushing: gdy wydawał rozkazy swoim ludziom trafiły go trzy kule, ostatnia prosto w usta. Konfederaci zdobyli jego działa i obrócili je przeciw unionistom, ale nie mieli do nich amunicji.
Armistead, prowadzący swą brygadę z kapeluszem zatkniętym na ostrzu szabli, dotarł najdalej ze wszystkich konfederackich dowódców, ale został śmiertelnie ranny jakieś 30 metrów po przekroczeniu „Kąta”. Jak na ironię żołnierze Armii Unii, którzy go postrzelili, byli dowodzeni przez jego starego przyjaciela, Winfielda Hancocka, który też odniósł rany w tej bitwie. Gdy na plac boju ściągać jęły coraz liczniejsze uzupełnienia unionistów, żołnierze konfederaccy zaczęli się pojedynczo, a później grupami, wycofywać, bowiem nie było już oficerów, którzy mogliby wydawać rozkazy. Miejsce, do jakiego najdalej dotarli atakujący, nosi wiele mówiące miano „najwyższego poziomu wody Konfederacji” (ang. high-water mark of the Confederacy).
Atak piechoty trwał niecałą godzinę. Uderzenie pomocnicze Wilcoxa i Langa nie miało znaczenia; nie doszli do linii unionistów przed porażką Picketta, a ich marsz powstrzymały działa McGilvery’ego i strzelców brygady z Vermont.

## Po bitwie

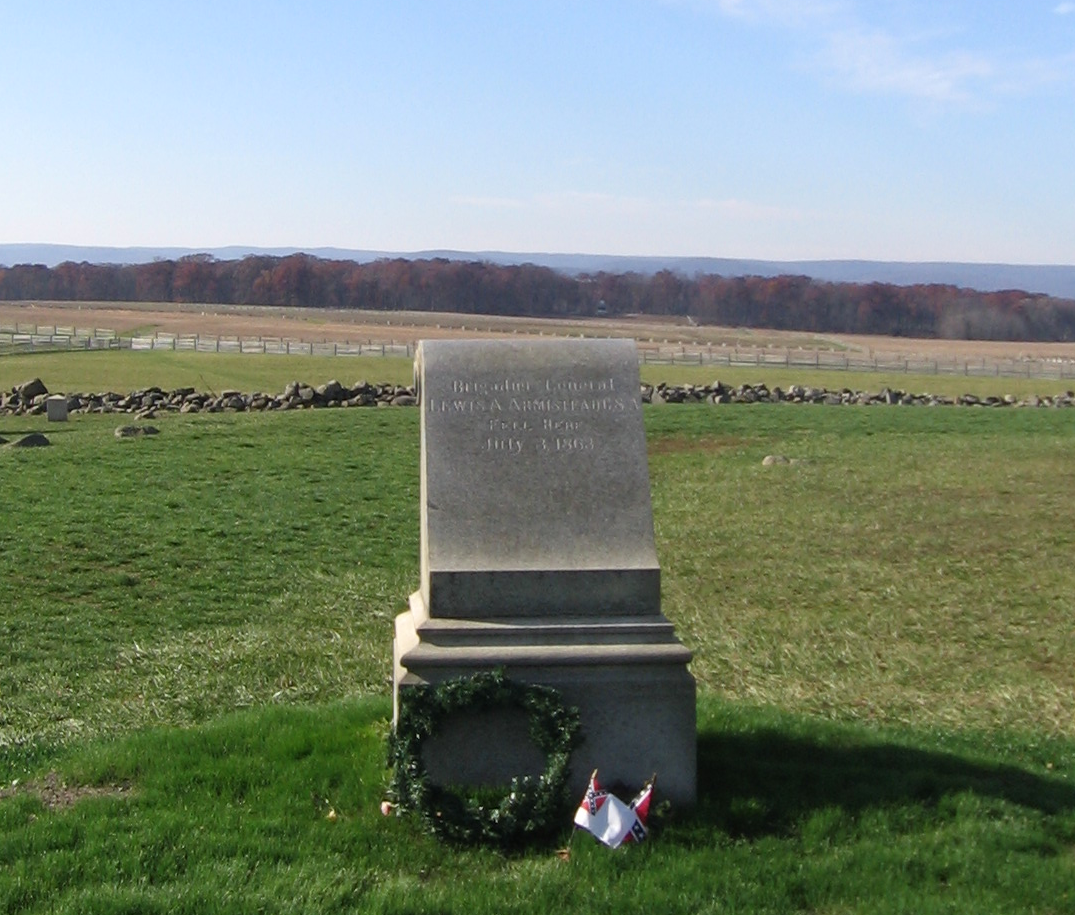
W tym miejscu został śmiertelnie ranny Armistead; kamienny wał za pomnikiem to linia obrony unionistów

Podczas gdy unioniści stracili około 1500 zabitych i rannych, straty konfederatów przekroczyły 50%. Dywizja Picketta straciła 2655 ludzi (498 zabitych, 643 rannych, 833 rannych i wziętych do niewoli, 681 wziętych do niewoli, ale nie ranionych). Straty Pettigrew oblicza się na około 2700 (470 zabitych, 1893 rannych, 337 wziętych do niewoli). Dwie brygady Trimble'a straciły 885 ludzi (155 zabitych, 650 rannych, 80 wziętych do niewoli). Brygada Wilcoxa donosiła o stracie 200, a Langa 400 ludzi. Tak więc straty wyniosły łącznie 6555, z czego co najmniej 1123 konfederatów zginęło, 4019 odniosło rany, a znaczna liczba rannych trafiła do niewoli. Liczba konfederackich jeńców − według raportów własnych − jest trudna do ustalenia; informacje unionistów mówią o 3750 jeńcach.
Straty wśród dowódców również były wysokie. Trimble i Pettigrew byli najwyższymi rangą ofiarami tego dnia; Trimble stracił nogę, natomiast Pettigrew otrzymał niewielką ranę ręki, ale zginął w jakiejś potyczce podczas marszu odwrotowego do Wirginii. W dywizji Picketta ofiarami było 26 z 40 oficerów starszych (majorów, podpułkowników, pułkowników): 15 zabitych lub śmiertelnie rannych, 9 rannych, 2 rannych i wziętych do niewoli. Padli wszyscy dowódcy brygad: Kemper, poważnie ranny, wpadł w ręce unionistów i choć wkrótce oswobodzony, dostał się powtórnie do niewoli w czasie odwrotu do Wirginii; Garnett i Armistead polegli. Garnett, wcześniej raniony w nogę, jechał podczas szarży konno, chociaż wiedział, że to − przy ciężkim ostrzale nieprzyjaciela − oznaczało niemal pewną śmierć. Z piętnastu dowódców regimentów dywizji Picketta (11 spośród nich było absolwentami Virginia Military Institute) sześciu zginęło, a pięciu było rannych.
Nie powiodła się też dywersyjna akcja kawalerii Stuarta. Jej atak został powstrzymany i odepchnięty przez kawalerię unionistów dowodzoną przez gen-bryg. Dawida McMurtie Gregga w odległości 5 km na wschód od pola bitwy. Wyróżniającym się uczestnikiem tej akcji był młody George Armstrong Custer.
Bitwa była przegrana. Żołnierze ściągali z wolna na podstawy wyjściowe u stóp „Grzbietu Seminaryjnego”. Lee − obawiając się, że zaraz nastąpi kontrofensywa unionistów − próbował zebrać rozproszone wojsko. Pickett był niepocieszony i nigdy nie wybaczył Lee, że dał rozkaz do tego ataku. Kiedy Lee powiedział mu by zebrał swą dywizję i przygotował ją do walki, Pickett miał jakoby odpowiedzieć: „Generale Lee, ja nie mam dywizji”.
Unijna kontrofensywa nigdy nie nastąpiła; Armia Potomaku była wyczerpana trzydniowymi zmaganiami i poszarpana niemal tak samo jak Armia Północnej Wirginii. Meade był zadowolony, że udało mu się utrzymać pole. 4 lipca obie armie zawarły nieformalne zawieszenie broni, by pozbierać swych zabitych i rannych. Tego samego dnia gen-maj. Ulysses Grant przyjął kapitulację garnizonu Vicksburga nad Missisipi, tym samym rozbijając terytoria Konfederacji na dwie części. Te dwa zwycięstwa Armii Unii uważane są za punkt zwrotny w wojnie secesyjnej.
Zapewne nigdy nie dowiemy się co kierowało Robertem E. Lee pod Gettysburgiem. Nie napisał wspomnień, a jego pobitewny raport był bardzo ogólnikowy. Większość wysokich rangą dowódców poległa lub odniosła rany, więc żaden raportu nie napisał, zaś raport Picketta był najwyraźniej tak gorzki, że Lee kazał mu go zniszczyć.
Po bitwie powstały wątpliwości co do miejsca, w którym znajdował się Pickett podczas szarży. To, że piętnastu jego oficerów starszych i wszyscy trzej dowódcy brygad znaleźli się wśród ofiar, podczas gdy on sam wyszedł bez szwanku, kazało wielu zadawać pytania co do jego odległości od placu boju i tym samym jego odwagi. Film Gettysburg z roku 1993 ukazuje Picketta obserwującego przebieg szarży z farmy Codori przy drodze do Emmitsburga, ale nie znajduje to potwierdzenia w dokumentach i relacjach. W czasie wojny secesyjnej przyjęło się, że dowódcy dywizji i większych związków „dowodzili z tyłu”, podczas gdy dowódcy brygad i niskiej rangi oficerowie znajdowali się na czele, a choć nie zawsze tego przestrzegano, Pickett nie musiał się wstydzić, że dowodził zza pleców swych żołnierzy.

## Szarża w kulturze
Bitwie pod Gettysburgiem poświęcona jest powstała w 1974 roku powieść Michaela Shaara The Killer Angels, która została  wyróżniona w 1975 Nagrodą Pulitzera. Powieść ta stała się kanwą scenariusza filmu Gettysburg który miał swoją premierę w 1993 roku. W roku 2004 powermetalowy zespół Iced Earth wydał album The Glorious Burden, gdzie znajdują się trzy, trwające w sumie około 30 minut utwory o bitwie pod Gettysburgiem: „The Devil To Pay”, „Hold At All Costs” i „High Water Mark”.